# Jakub Suja
Jakub Suja (* 1. listopadu 1988 v Prešově) je slovenský hokejista, v současnosti[kdy?] bez angažmá.

## Hráčská kariéra
- 2003-04 HC Prešov
- 2004-05 HC Košice
- 2005-06 HC Košice
- 2006-07 HC Prešov
- 2007-08 Slovensko 20, HC Prešov
- 2008-09 HC Prešov
- 2009-10 HK Spišská Nová Ves, HC Prešov
- 2010-11 IHC Písek
- 2011-12 IHC Písek
- 2012-13 HC Mountfield
- 2013-14 Mountfield HK, HC Stadion Litoměřice, MHC Mountfield Martin
- 2014-15 HC Košice

## Reprezentace
| Turnaj        | Místo konání                             | Z | G | A | B | Umístění  | Soupisky         |
| ------------- | ---------------------------------------- | - | - | - | - | --------- | ---------------- |
| MS 2017       | Německo Francie (Kolín nad Rýnem, Paříž) | 4 | 0 | 0 | 0 | 14. místo | Soupiska MS 2017 |
| Celkem na MS  |                                          | 4 | 0 | 0 | 0 |           |                  |
| Celkem na ZOH |                                          | 0 | 0 | 0 | 0 |           |                  |